# Sankt-Jakobus-Apostel-Kirche (Tequixquiac)

Sankt Jakobus Apostel-Kirche in Tequixquiac.

Die Sankt-Jakobus-Apostel-Kirche (spanisch Parroquia de Santiago Apóstol) ist eine Kirche in Santiago Tequixquiac im mexikanischen Bundesstaat México.
Sie wurde 1590 am Tag des Apostels Jakobus als spanische Franziskanermission zur Missionierung des indigenen Volks der Otomí gegründet.
Die Kirche gehört heute zum Instituto Nacional de Antropología e Historia (INAH).

## Bilder

## Architektur

Sankt Jakobus Apostel-Kirche 2007.

Die Sankt-Jakobus-Apostel-Kirche wurde in verschiedenen Phasen gebaut. Das Atrium war ein großer Raum eingeschlossen in Stein mit einem Kreuz obendrauf, mit christlichen und indigenen Symbolen an den Wänden. In jeder der vier Ecken gibt es Brunnen, und in der Mitte befindet sich ein offener Raum mit salomonischen Säulen. In der Fassade befinden sich zwei Portale, deren Steinreliefs ebenfalls mit indigener Symbolik verziert sind. Die Kirche und die Stadt sind dem Apostel Jakobus als Schutzpatron anvertraut. Während einer Dürre wurde eine Skulptur des Señor de la Capilla (Unser Herr der Kapelle) von Apaxco nach Tequixquiac gebracht. Nach Beendigung der Dürre wurde es nicht zurückgebracht, vermutlich weil die Fasern, aus denen es besteht, aufgequollen waren und es nun zu schwer zu tragen war. Von da an ist es in der Stadt geblieben und viele Wunder wurden ihm zugeschrieben. Das Gewölbe der Pfarrei wurde 1856 gebaut.